# Lover Fest
Lover Fest bylo nadcházející šesté koncertní turné a první festivalové turné americké zpěvačky Taylor Swift na podporu jejího sedmého alba, Lover (2019). Turné mělo začít 20. června ve Werchter, Belgie a skončit 1. srpna 2020 ve Foxborough, USA, ale všechny festival byly zrušeny a koncerty v Brazílii a USA byly odloženo do roku 2021. Zbývající data pro USA a Brazílie byly zrušeny 26. února 2021.

## Produkce
V rozhovoru s Ryanem Seacrestem 27. srpna 2019, čtyři dny po vydání Lover, Swift vysvětlila, že si ještě není jistá ohledně svých plánů o turné na podporu sedmého alba, a rovněž uvedla, že nechce, aby její život byl neustálý koloběh zveřejnění alba a následné propagace v rámci turné. V říjnu Swift později v rozhovoru se Zane Lowe odpověděla, že rodinné zdravotní problémy jí zabránily plánovat a vydat se na rozsáhlejší turné. Turné bylo oznámeno skrze zpěvaččiny sociální sítě 17. září 2019. Swift na sociálních sítích konstatovala: 
„Album Lover jsou otevřená místa, západy slunce + LÉTO. Chci ho prezentovat tím způsobem, který je pro to autentický. Chci jít na místa, kde jsem nikdy nebyla a hrát na festivalech. Tam kde nebyly festivaly, tam jsme si nějaké vytvořili.“ 
Dvanáct termínů bylo ihned oznámeno s tím, že další koncerty ve Spojeném království a jinde ještě přibudou.
Koncert 18. července 2020 v São Paulo je zpěvaččinými prvním koncertem jak v Brazílii tak i v Jižní Americe. Lístky na koncert šly do prodeje 25. října 2019 s více než 100 000 lidmi čekající ve frontě na koupi. Koncert byl vyprodán během 12 hodin. Kvůli gigantické poptávce byl poté přidán další koncert na 19. července 2020.
Během turné Swift poprvé navštíví Dánsko, Polsko a Portugalsko. Koncert v Berlíně bude šest let po prvním koncertě v Berlíně v rámci The Red Tour a pět let od poslední návštěvy Německa během The 1989 World Tour. Koncert v Berlíně 24. června 2020 byl vyprodán během několik sekund, co šel do prodeje. 29. října 2019 bylo oznámeno vystoupení Swift na Mad Cool Festivalu ve Španělsku. Festivalové koncerty v Belgii, Norsku a Španělsku jsou prvními zpěvaččinými vystoupení od Speak Now World Tour.
Na začátku prosince 2019 bylo oznámeno, že zpěvačka se zúčastní festivalu British Summer Time v Londýně 11. července 2020, čímž se festivalu zúčastní již podruhé během pěti let, kdy poprvé zde vystupovala v rámci The 1989 World Tour. V polovině prosince bylo potvrzena zpěvaččino vystoupení na 50. ročníku festivalu Glastonbury v červnu 2020. Měla se stát šestou ženou v historii festivalu, která bude hlavním aktem festivalu. Nicméně festival byl kvůli probíhající pandemii covidu-19 zrušen.
V polovině dubna mnoho organizátorů zrušilo festivaly, kterých se Swift měl zúčastnit, ale byly zrušeny kvůli pandemii covidu-19. Swift poté oznámila 17. dubna, že se nevydá na turné do roku 2021 i to že nevystoupí živě ani na žádném místě po zbytek roku 2020. Později vystoupila s písní "Betty" z jejího osmého studiového alba, Folklore (2020), živě na 55. předávání Country Music Awards 16. září 2020.

26. února 2021 Swift oznámila, že Lover Fest je zrušené a nebude přeplánováno. V příspěvku na sociálních sítích uvedla:
„Tohle je bezprecedentní pandemie, která změnila plány všech a nikdo neví, jak koncertovací průmysl bude vypadat v blízké budoucnosti. Jsem zklamaná, že nebudu schopná vás vidět osobně tak brzy, jak jsem chtěla. Strašně moc mi chybíte a nemůžu se dočkat až se budeme moct opět bezpečně potkat na koncertech.“

## Rekordy
Zpěvaččiny koncerty v SoFi Stadionu v Inglewoodu, Kalifornie budou první, které tento stadion hostil a zároveň Swift bude první ženou, která tu vystoupila. Měla se stát šestou ženou v historii festivalu, která bude hlavním aktem festivalu, ale v polovině března 2020 byl festival zrušen kvůli obavám z covidu-19.

## Seznam koncertů

### Zrušené koncerty
| Datum             | Město      | Stát        | Místo                     | Důvod                      |
| ----------------- | ---------- | ----------- | ------------------------- | -------------------------- |
| 20. června 2020   | Werchter   | Belgie      | Werchter Festivalpark     | Obavy z pandemie covidu-19 |
| 24. června 2020   | Berlín     | Německo     | Waldbühne                 | Obavy z pandemie covidu-19 |
| 26. června 2020   | Oslo       | Norsko      | Bjølsenfeltet             | Obavy z pandemie covidu-19 |
| 28. června 2020   | Pilton     | Anglie      | Worthy Farm               | Obavy z pandemie covidu-19 |
| 1. července 2020  | Roskilde   | Dánsko      | Festivalpladsen           | Obavy z pandemie covidu-19 |
| 3. července 2020  | Gdyně      | Polsko      | Gdynia-Kosakowo Airport   | Obavy z pandemie covidu-19 |
| 5. července 2020  | Nîmes      | Francie     | Arena of Nîmes            | Obavy z pandemie covidu-19 |
| 8. července 2020  | Madrid     | Španělsko   | Valdebebas                | Obavy z pandemie covidu-19 |
| 9. července 2020  | Lisabon    | Portugalsko | Passeio Marítimo de Algés | Obavy z pandemie covidu-19 |
| 11. července 2020 | Londýn     | Anglie      | Hyde Park                 | Obavy z pandemie covidu-19 |
| 18. července 2020 | São Paulo  | Brazílie    | Allianz Parque            | Obavy z pandemie covidu-19 |
| 19. července 2020 | São Paulo  | Brazílie    | Allianz Parque            | Obavy z pandemie covidu-19 |
| 25. července 2020 | Inglewood  | USA         | SoFi Stadium              | Obavy z pandemie covidu-19 |
| 26. července 2020 | Inglewood  | USA         | SoFi Stadium              | Obavy z pandemie covidu-19 |
| 31. července 2020 | Foxborough | USA         | Gillette Stadium          | Obavy z pandemie covidu-19 |
| 1. srpna 2020     | Foxborough | USA         | Gillette Stadium          | Obavy z pandemie covidu-19 |